# Scambus tenellus
Scambus tenellus là một loài tò vò trong họ Ichneumonidae.